# فرودگاه هوخه‌فین
فرودگاه هوخه‌فین (به انگلیسی: Hoogeveen Airport) (به زبان بومی: Vliegveld Hoogeveen) یک فرودگاه همگانی است که یک باند فرود چمن دارد و طول باند آن ۱۰۸۰ متر است. این فرودگاه در شهر هوخه‌فین کشور هلند قرار دارد و در ارتفاع ۱۲ متری از سطح دریا واقع شده است.